# Bumetanida
En farmacología, la bumetanida es un diurético de asa de la categoría sulfamil, usado en el tratamiento de la insuficiencia cardíaca. Con frecuencia se usa en pacientes en los que altas dosis de furosemida no sean eficaces. 

## Farmacocinética
La diferencia principal entre la furosemida y la bumetanida es su biodisponibilidad. La furosemida no se absorbe completamente en el intestino (aproximadamente un 40%) y se perciben diferencias importantes en un mismo individuo y entre un individuo y otro (produciendo un rango entre 10 y 90% de biodisponibilidad). La bumetanida es casi completamente absorbida (aproximadamente 80%) en el intestino y su absorción no es alterada cuando se toma con alimentos. Se dice que es un diurético más predecible, en otras palabras, su absorción no varía entre diferentes individuos por lo que se refleja en un efecto o acción farmacológica más predecible. En pacientes con una función renal normal, la bumetanida tiende a ser 40 veces más potente que la furosemida.

## Modo de acción
Como todo diurético de asa, la bumetanida actúa sobre la rama ascendente gruesa del asa de Henle, donde inhibe la reabsorción de sodio y cloro y bloquea la secreción de potasio. Por ello, la bumetanida se administra principalmente para el edema asociado a insuficiencia cardiaca, cirrosis hepática, insuficiencia renal, síndrome nefrótico.